# Homeoura silviae
Homeoura silviae är en trollsländeart som först beskrevs av Bulla 1971.  Homeoura silviae ingår i släktet Homeoura och familjen dammflicksländor. IUCN kategoriserar arten globalt som otillräckligt studerad. Inga underarter finns listade i Catalogue of Life.